# データサイエンス共同利用基盤施設
データサイエンス共同利用基盤施設（データサイエンスきょうどうりようきばんしせつ、英称：Joint Support-Center for Data Science Research）は、国立極地研究所、国立情報学研究所、統計数理研究所、国立遺伝学研究所の四つの大学共同利用機関とともに大学共同利用機関法人情報・システム研究機構を構成し、東京都立川市に設置された組織。大学等のデータ駆動型研究を促進するための支援事業を推進している。

## 概要
大学共同利用機関法人情報・システム研究機構（ROIS：Research Organization of Information and Systems）は、全国の大学等の研究者コミュニティと連携して、極域科学、情報学、統計数理、遺伝学についての国際水準の総合研究を推進する中核的研究機関を設置運営するとともに、21世紀の重要な課題である生命、地球、自然環境、人間社会など複雑な現象に関する問題を情報とシステムという視点から捉え直すことによって、分野の枠を越えて融合的な研究を行うことを目指している。この目的を達成するために、中央に融合的な研究を推進するためのセンターを設置し、情報とシステムの観点から新たな研究パラダイムの構築と新分野の開拓を行う。また、学術研究に関わる国内外の大学等の研究機関に対して、研究の機動的効果的展開を支援するための情報基盤を提供することにより、わが国の研究レベルの高度化に貢献していく。
データサイエンス共同利用基盤施設は、上記の機構理念における「中央に設置するセンター」として、情報・システム研究機構が法人第3期を迎えた2016年度に、機構の本部機能と4研究所との連携を強化する戦略企画本部とともに、データ共有・統合・解析手法の開発を担うフラッグシップ・プラットフォームとして設置された組織である。これらを有機的に機能させることによってオープンサイエンスを加速して、基盤学理の発展を基に、課題解決型の科学や、超スマート社会への貢献といった社会の要請に応えていくという方針が出された。

## 所在地・交通アクセス
- 東京都立川市緑町10番地の3
  - 多摩都市モノレール高松駅から徒歩12分
  - 立川バス立川学術プラザ停留所下車徒歩5分、立川バス立川市役所停留所下車徒歩5分